# Vosseburenverlaat (sluis)
Vosseburenverlaat is een sluis in de Opsterlandse Compagnonsvaart in de buurtschap Vosseburen bij Lippenhuizen. Het verval is 1,19 meter. De sluis wordt nog volledig met de hand bediend.
De sluis werd in 1736 gebouwd, waarna hij in 1858 geheel vernieuwd werd. In 1902 werd hij volledig in steen uitgevoerd.
Damsluis · 
Bovenstverlaat · 
Stokersverlaat · 
Fochteloërverlaat · 
Nanningaverlaat · 
Wijnjeterpverlaat · 
Hemrikerverlaat ·
Vosseburenverlaat · 
Gorredijk